# Luis Felipe Lomelí
Luis Felipe Lomelí (Etzatlán, Jalisco, 10 de enero de 1975) es un escritor mexicano, especialista en microrrelatos.

## Biografía
Estudió Ingeniería Física Industrial en el ITESM, la maestría en Ecología de Zonas Áridas en el CIBNOR y el doctorado en Ciencia y Cultura en la Universidad Autónoma de Madrid bajo la dirección de Javier Ordóñez Rodríguez. En 2001 obtuvo el Premio Nacional de Literatura de Bellas Artes de México por su primer libro, Todos santos de California (Premio Nacional de Cuento San Luis Potosí), y el Premio Latinoamericano de Cuento Edmundo Valadés por el cuento «El cielo de Neuquén», incluido en su segundo libro Ella sigue de viaje. También es autor de la novela Cuaderno de flores y del ensayo de divulgación científica El ambientalismo. En 2011 compiló el tercer volumen de la antología de Sólo cuento de la Universidad Nacional Autónoma de México.
Ha sido escritor residente en Colombia y Sudáfrica y columnista del programa de divulgación científica La oveja eléctrica de Canal 22.
Ha colaborado en diversas publicaciones como La Jornada, Letras Libres y Milenio, entre otras.
Actualmente trabaja como catedrático en la Universidad Iberoamericana Puebla y en el ITESM campus Puebla.

## MicrorrelatoEl emigrante
Lomelí es el autor de uno de los microrrelatos más breves. Se titula El emigrante y consta de cuatro palabras (Luis XIV de Juan Pedro Aparicio, tiene solo una).

## Premios
- Premio Latinoamericano de Cuento Edmundo Valadés, 2004.
- Premio Nacional de Cuento San Luis Potosí, 2001.
- Premio Nacional de Cuento Viceversa, 2000.
- Becario de la Fundación para las Letras Mexicanas, 2003-2004.[9]
- Becario del Fondo Nacional para la Cultura y las Artes, 2002-2003 y 2009-2010.

## Obras
- Todos santos de California, 2002, cuentos,ISBN 9706990682
- Ella sigue de viaje, 2005, cuentos. ISBN 970-699-105-0.
- Cuaderno de flores, 2007, novela. ISBN 9706991638
- El ambientalismo, 2009, ensayo de divulgación científica.
- Sólo cuento, vol. 3, 2011, antología.
- Indio borrado, 2014, novela.
- Okigbo vs las transnacionales, 2015, cuentos. ISBN 9780692414767.